# Lincestide

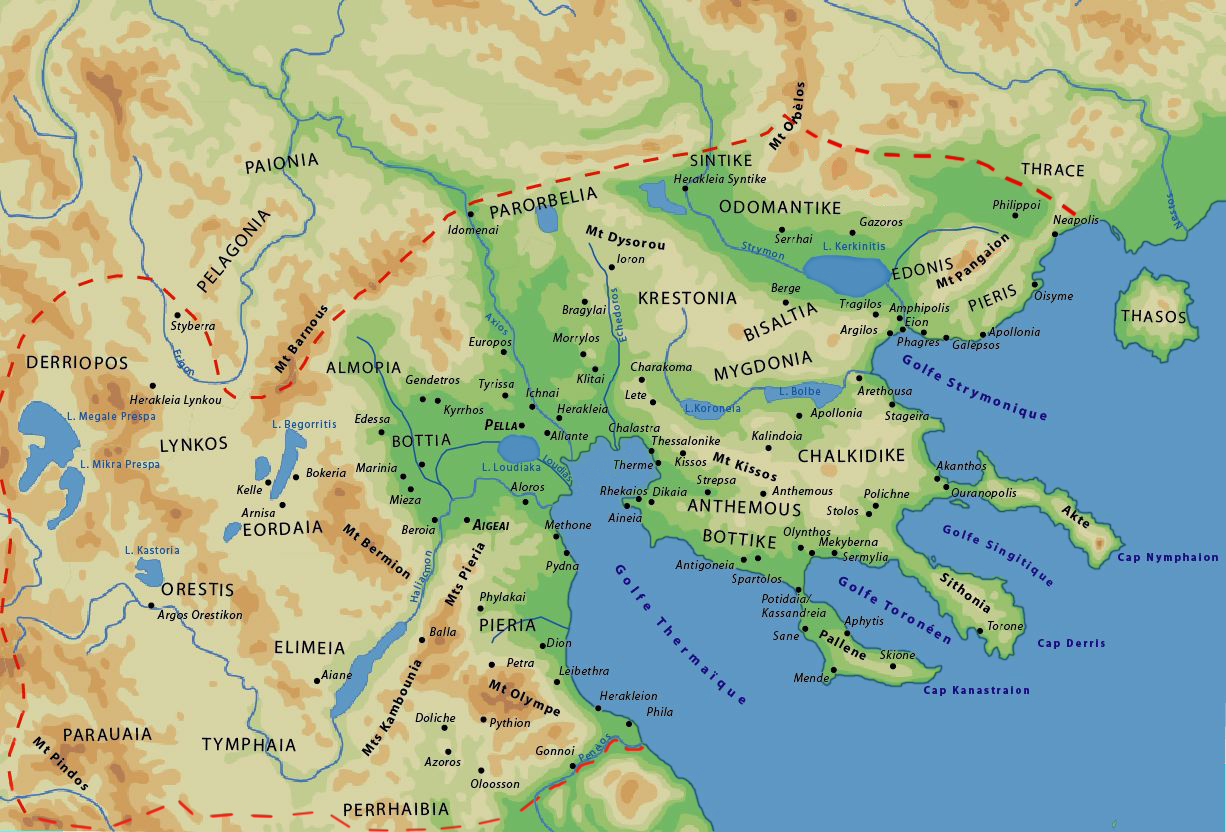
Lincestide nella Macedonia occidentale

La Lincestide (greco: Λυγκηστίς, Lyncestis) era un'antica regione della Macedonia posta a ovest della Bottia. 
Era situata tra la Pelagonia a nord, la Orestide a sud, la Eordia a est e il Deuriopus a ovest. Il territorio è bagnato dal fiume Erigon ed i suoi due affluenti Bevus e Osphagus. In epoca romana il territorio fu attraversato dalla Via Egnatia che congiungeva le colonie romane sul mare Adriatico con Bisanzio.

## Storia
La regione era in origine un piccolo regno indipendente governato da capi tribali locali. Durante la guerra del Peloponneso, tra il 424 e 423 a.C., il re macedone Perdicca II cercò di conquistare la Lincestide con l'aiuto del generale spartano Brasida. Perdicca sperava così di piegare il re linceste Arrabeo con cui aveva già avuto in passato delle divergenze. Arrabeo tuttavia era molto scaltro e riuscì a convincere Brasida a fare un accordo separato con lui salvando il suo regno. L'anno successivo Perdicca e Brasida mossero nuovamente contro i lincesti, ma dopo una iniziale vittoria, furono sconfitti e messi in fuga dai lincesti con l'aiuto dei mercenari illiri che avevano tradito Perdicca. Alcuni anni più tardi il re macedone Aminta III sposò Euridice figlia di Irra (o Sirra), figlia di Arrabeo, da cui ebbe tre figli: Alessandro II, Perdicca III e Filippo II. Attraverso questo matrimonio il regno di Lincestide venne di fatto annesso alla Macedonia. 
Durante la seconda guerra macedone la regione fu attraversata dalle truppe romane comandate da Publio Sulpicio Galba Massimo. Livio racconta molto diffusamente questa campagna e ci trasmette una descrizione dettagliata della regione.
La città principale della regione era Eraclea Lincestide, poco lontano dalla moderna Bitola, nella Repubblica di Macedonia. 